# 광물 (스타크래프트)
광물(영어: Mineral)은 가스와 더불어 스타크래프트의 자원줄이다.

## 특징
광물은 스타크래프트와 스타크래프트 리마스터에선 Mineral이란 영단어를 그대로 한글로 음역한 미네랄이라고 불리며 스타크래프트 2에서는 한국어로 번역된 광물이라고 불린다. 광물은 스타크래프트에서 매우 중요한 기초 자원줄이자 자금줄로서 광물을 통해 각 종족들은 자신들이 보유한 모든 건물 짓기, 모든 유닛 생산, 모든 유닛들의 업그레이드에 투자하게 된다. 광물은 스타크래프트에 등장하는 종족들인 테란, 저그, 프로토스가 모두 쓰는 자원으로서 스타크래프트에 나오는 모든 종족들은 광물을 귀중한 자원용으로 활용한다. 광물은 각 종족의 일꾼인 SCV, 프로브, 드론만이 채취가 가능하며 스타크래프트 캠페인에서는 광물의 매장량을 플레이어가 직접 만드는 것도 가능하다. 기본적인 광물의 매장량은 1500이며 이를 플레이어가 스타크래프트 캠페인으로 바꿀 수 있다. 광물만이 있는 지역은 스타크래프트에선 광물(미네랄) 멀티라고 부르며 광물에 가스도 있거나 가스만 있는 지역은 가스 멀티라는 단어로 불린다. 광물은 가스와 같이 각 종족의 일꾼들이 8씩 캘 수 있지만 고갈되면 2씩의 미세한 가스량이라도 들어오는 가스와 달리 한번 고갈되면 다시는 캘 수 없다. 광물의 매장량이 줄어들 때마다 광물의 크기가 작아지는 것도 있는데 이것도 완전히 고갈되기까지는 가스가 풍부히 나오는 것으로 묘사되는 가스와 다른 차이점이며 광물이 고갈되어 작아지는 것을 플레이어가 본다면 플레이어에게 다른 광물지대가 있는 멀티를 하는 것을 강요하게 된다.

## 같이 보기
- 스타크래프트
- 스타크래프트 리마스터
- 스타크래프트 2